# Planetary Resources

Logotypen för Planetary resources.

Planetary Resources, Inc., tidigare känt som Arkyd Astronautics, är ett amerikanskt företag som bildades i november 2010, och omorganiserades och bytt namn under 2012. Deras mål är att "utöka jordens naturliga resursbas" genom att utveckla och distribuera teknik för asteroidbrytning.